# La Femme à la balance
La Femme à la balance, autrefois également La Peseuse de perles, ou encore La Peseuse d'or, est une huile sur toile (42,5 × 38 cm) du peintre néerlandais du Siècle d'or Johannes Vermeer, exécutée entre 1662 et 1665, et actuellement conservée à la National Gallery of Art de Washington DC.
Si l'attitude pleine de recueillement et de retenue de la jeune femme évoque une sérénité absolue dans l'intimité d'un intérieur privé, l'interprétation allégorique du tableau reste sujette à débat, selon la nature exacte des rapports de sens entre les différents éléments de la composition : le miroir sur le mur de gauche, les bijoux et pièces sur la table, le tableau dans le tableau représentant un Jugement dernier, la balance à main (dont les plateaux sont vides), et la grossesse — contestée par certains critiques — de la jeune femme. Celle-ci serait, tantôt une incarnation de la vanité des plaisirs terrestres, tantôt une incarnation du renoncement à ces mêmes plaisirs, et une incitation au respect des valeurs chrétiennes.

## Description et composition

### Le point central: la balance, et la structure d'ensemble
La composition de La Femme à la balance s'organise autour du point central que constitue le haut du bras vertical de la balance à main, pincée délicatement entre le pouce et l'index de la jeune femme. Les lignes de fuite — obtenues en prolongeant les bords du cadre du miroir à gauche et le rebord de la table à droite — invitent en effet le regard du spectateur à se poser sur les doigts.
Les diagonales du tableau se coupent un peu en dessous, au milieu du fléau de la balance. Elles sont soulignées, à gauche par la lumière tombant de la fenêtre sur le mur blanc du fond, qui rejette la partie inférieure dans l'ombre, et à droite par le regard de la jeune femme, concentré sur la balance, ainsi que par la diagonale du cadre du tableau dans le tableau. L'angle inférieur gauche du liseré doré du cadre noir de ce tableau vient d'ailleurs comme effleurer le revers de la main, tandis que les doigts s'illuminent sous l'effet de la lumière du jour, venant de l'autre côté.
La balance est en équilibre, et l'analyse microscopique a révélé que ses deux plateaux étaient vides. Le fléau, le rebord inférieur du cadre du tableau dans le tableau, et l'auriculaire de la peseuse dessinent trois horizontales parallèles au milieu de l'œuvre, alors que les deux plateaux de la balance se répartissent symétriquement à gauche et à droite du centre. Tout concourt donc à concentrer le regard autour du mince carré central matérialisé par la balance, qui joue à la fois comme une zone de jonction et de séparation entre les différentes parties du tableau, composé selon une structure géométrique rigoureuse qui le divise en quatre rectangles  équivalents.
Cette structure géométrique est mise en évidence, dans le quart supérieur droit de la composition, par la présence sombre du tableau dans le tableau, à quoi répond symétriquement, dans le quart supérieur droit, le rectangle blanc du mur nu. Ce jeu de lignes qui se croisent perpendiculairement en une origine rappelle à Michel Serres l'axe orthonormé de la géométrie cartésienne, qui partage le plan euclidien en quatre quadrants : selon cette perspective, le tableau correspondrait à un certain idéal de l'équilibre classique.

### Le quart supérieur gauche: le mur, la fenêtre et le miroir

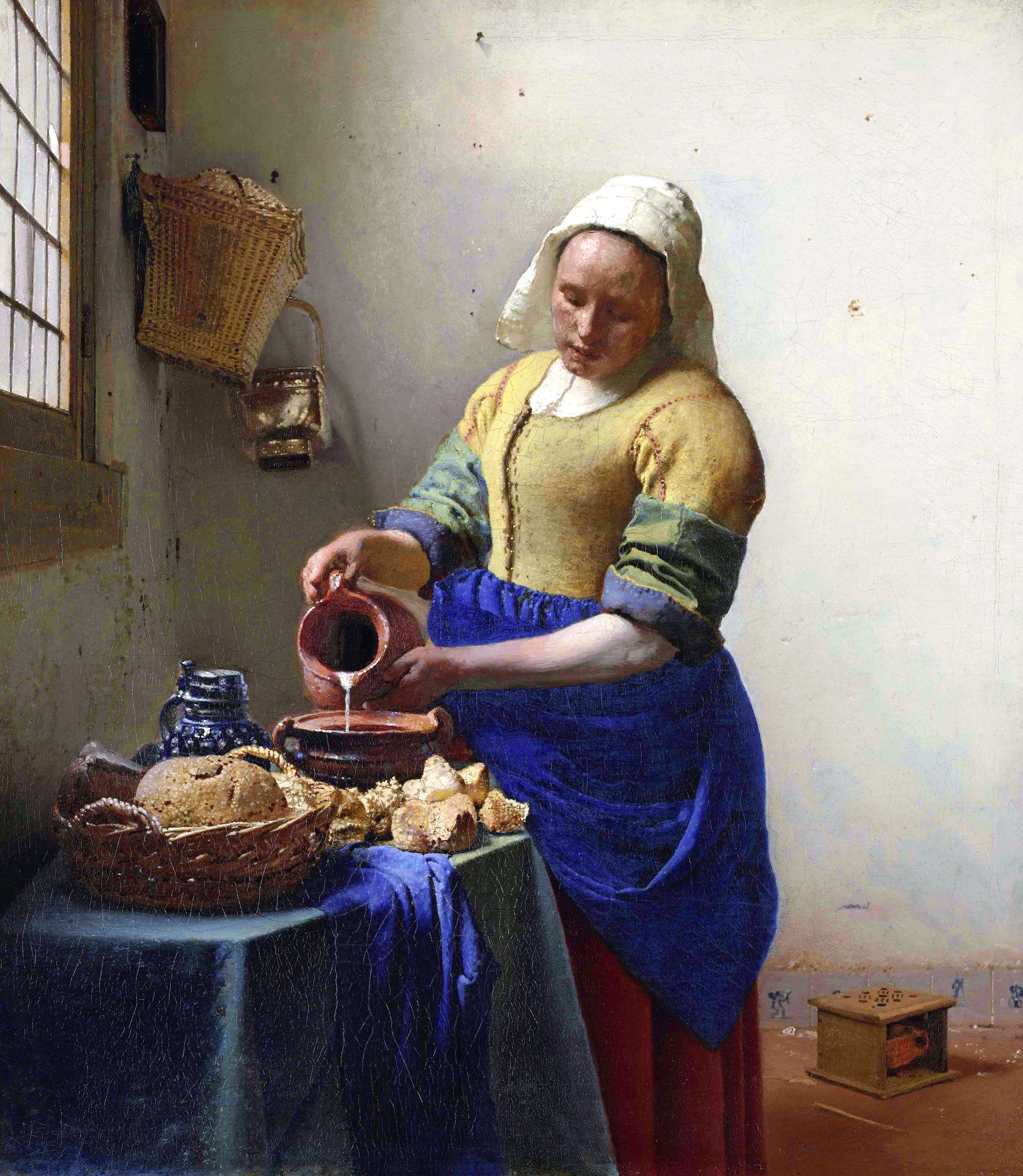
La Laitière, vers 1660,, Rijksmuseum, Amsterdam.

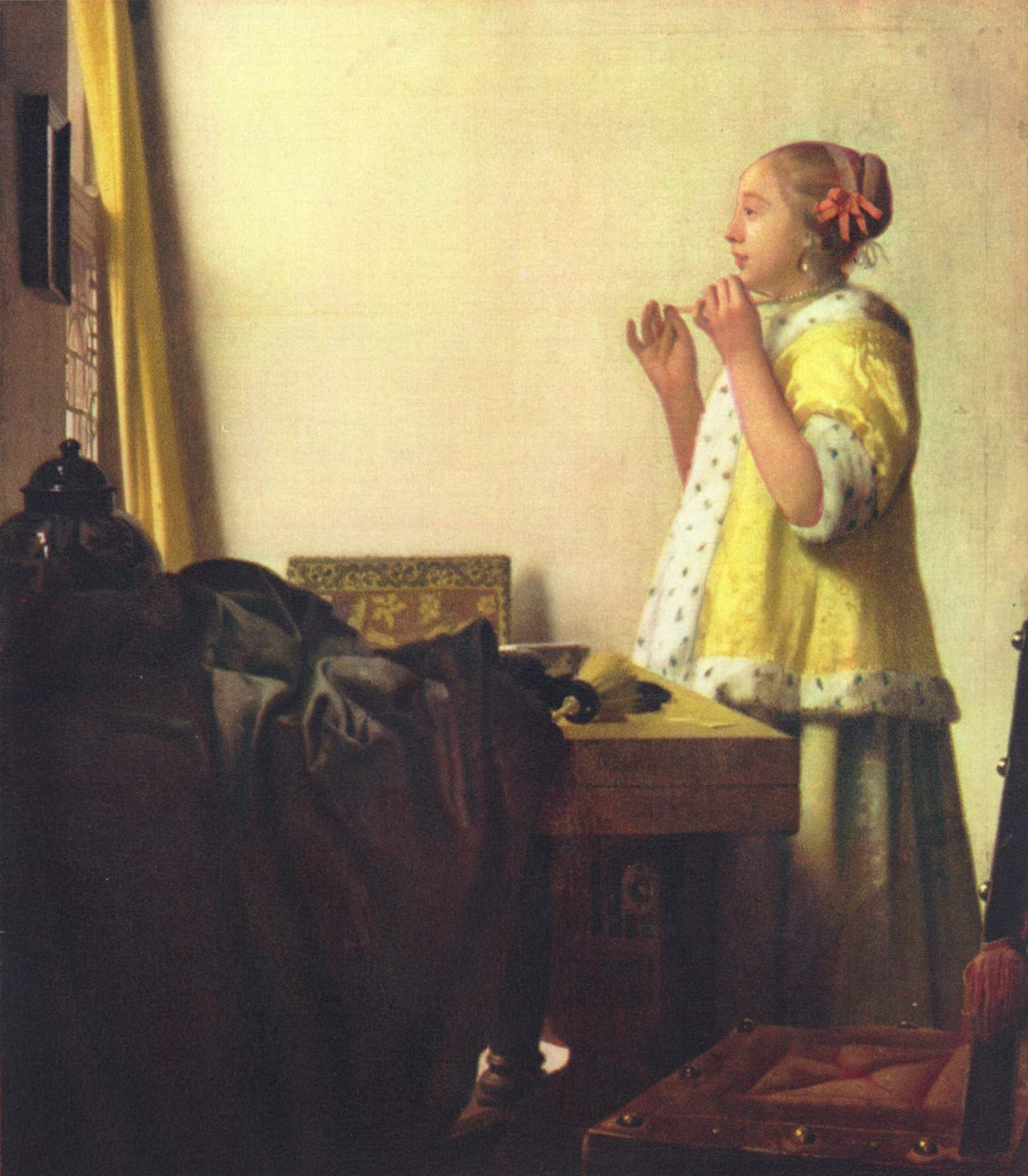
La Femme au collier de perles, vers 1662-1665,, Gemäldegalerie, Berlin.

Le quart supérieur gauche du tableau est en grande partie occupé par le mur vide du fond, blanc, uni, « surface de peinture » pure sur laquelle se réfléchit la lumière tombant de la fenêtre, selon une diagonale qui rejette la partie inférieure dans l'ombre. Un clou cependant, près du tableau dans le tableau — approximativement au même endroit que sur le mur du fond de La Laitière —, et, à sa gauche, un minuscule trou dans le plâtre, viennent perturber cette surface lisse, pour la désigner explicitement comme mur.
De la fenêtre située dans l'angle de la toile, qui perce le mur de gauche et que masque un long rideau jaune tombant au sol, on n'aperçoit qu'un mince filet vertical blanc (au-dessus de la surface du miroir); le reste est suggéré par l'étoffe jaune du rideau qui s'illumine sous l'effet de la lumière directe en des teintes orangées, et le halo d'un blanc plus cru sur le mur du fond — selon des couleurs similaires à celles utilisées pour les habits de la peseuse, au niveau de son ventre.
Sur le mur de gauche, tout comme dans La Laitière et La Femme au collier de perles, est accroché, représenté en raccourci, un miroir dans un cadre sombre, à la hauteur du visage de la jeune femme qui lui fait face. Sa surface réfléchissante est à peine matérialisée par un trait vertical plus clair. Mais, situé perpendiculairement à l'axe de vision du spectateur, il ne reflète pour lui rien de visible, non plus que pour la jeune femme, toute absorbée à sa pesée, et qui ne s'y contemple pas.
Le choix d'une encoignure, courant chez Vermeer, renforce l'atmosphère d'intimité de la scène, d'autant plus que l'ouverture vers l'extérieur est masquée par la présence du rideau, et que le miroir, tourné vers l'espace intérieur de la représentation, ne réfléchit que celui-ci — sans rien révéler au spectateur.

### Le quart inférieur gauche: la table, le drap et les objets de valeur

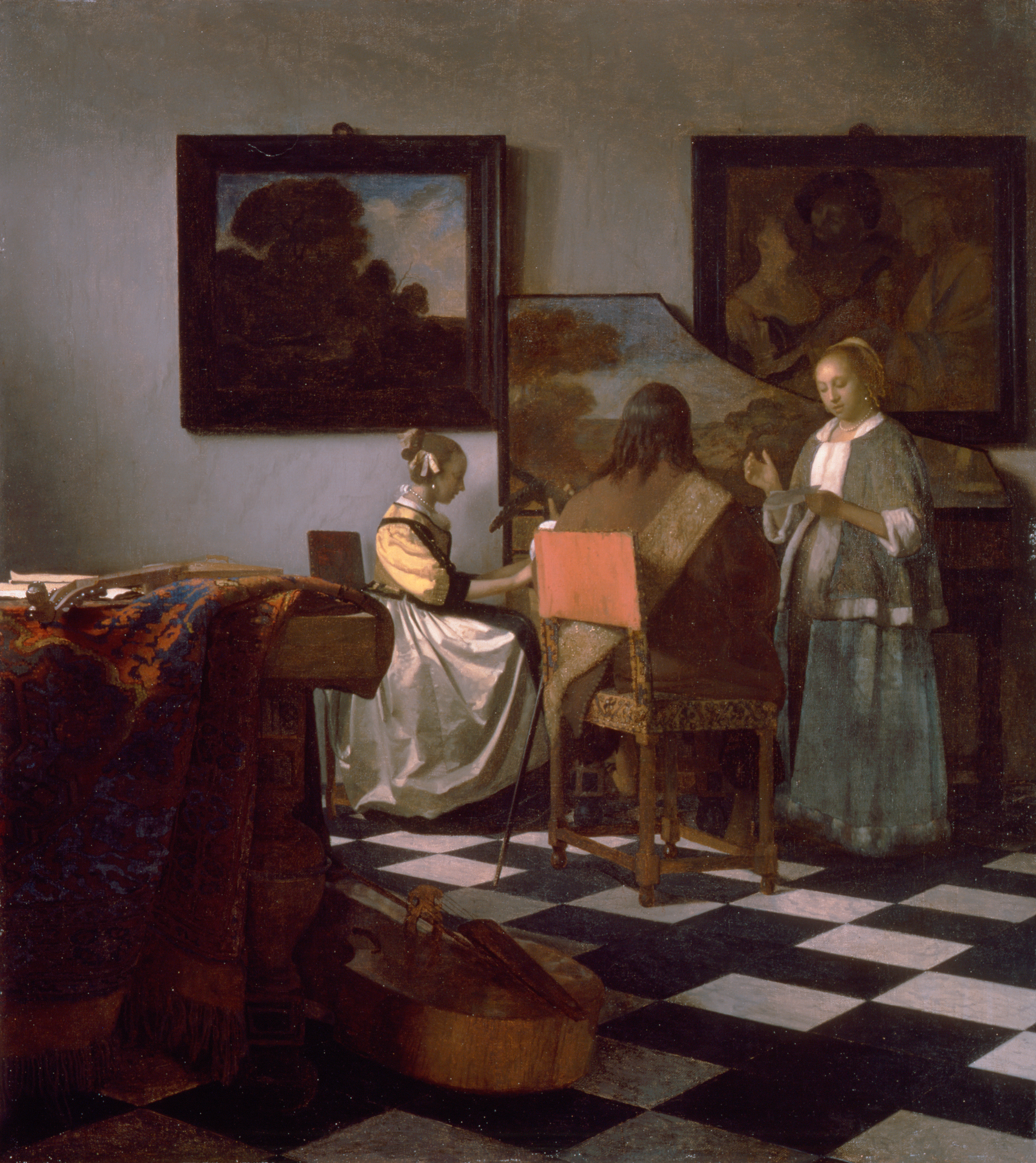
Le Concert, vers 1664-1667,, anciennement musée Isabella Stewart Gardner, Boston (volé le 18 mars 1990).

Le quart inférieur gauche est occupé par une table massive de bois aux pieds tournés, rappelant, entre autres, celle de La Femme au collier de perles, et située perpendiculairement à l'axe de vision du spectateur (puisque le pied du premier plan masque entièrement celui de derrière). Elle est coupée en plan rapproché, un peu au-dessus du point de contact entre les pieds et le sol, ce qui donne l'impression qu'elle se prolonge devant l'espace de la toile, en s'avançant vers le spectateur. Le pied, situé dans le prolongement de la verticale matérialisée par le bord extérieur gauche du cadre du tableau dans le tableau, renforce la géométrie de la composition, et reprend, en le décalant légèrement vers la gauche, l'écartement des deux verticales tombant du fléau de la balance.
La table est occupée, à gauche, par une lourde draperie bleue qui s'appuie le mur et tombe au sol, en dessinant une ligne correspondant à la diagonale montante, comme en écho à la diagonale descendante de la ligne de partage entre l'ombre et la lumière sur le mur blanc.
Devant la draperie sont disposés des objets de valeur. Sur le rebord d'un coffret ouvert tapissé de rouge reposent une chaîne d'or à grosses mailles, ainsi qu'un collier de perles, qui accrochent la lumière figurée par des taches claires, jaunes et blanches. Un second coffret, plus petit, et lui aussi ouvert, fait face à la jeune femme. Devant la main gauche de celle-ci repose, à même la table, un autre collier, composé d'un ruban blanc auquel est accrochée une rangée de perles. Devant ce collier se trouve une petite boîte grise, vraisemblablement de métal ouvragé, dont le couvercle est posé sur la table. Au plus près du bord de la table le plus proche du spectateur sont disposées quatre pièces de monnaie, de celles que les changeurs pèsent habituellement avec la balance à main que tient la jeune femme : une grosse pièce d'argent, deux pièces d'or plus petites, et, dans l'angle de la table, une quatrième, peut-être également d'or, mais plus orangée, et au reflet plus mat.
Le sol, à peine visible sous l'ombre de la table, présente une alternance de carreaux noirs et blancs, selon un motif récurrent chez Vermeer (par exemple dans Le Concert, La Lettre d'amour ou encore la Femme écrivant une lettre et servante).

### Le tableau dans le tableau

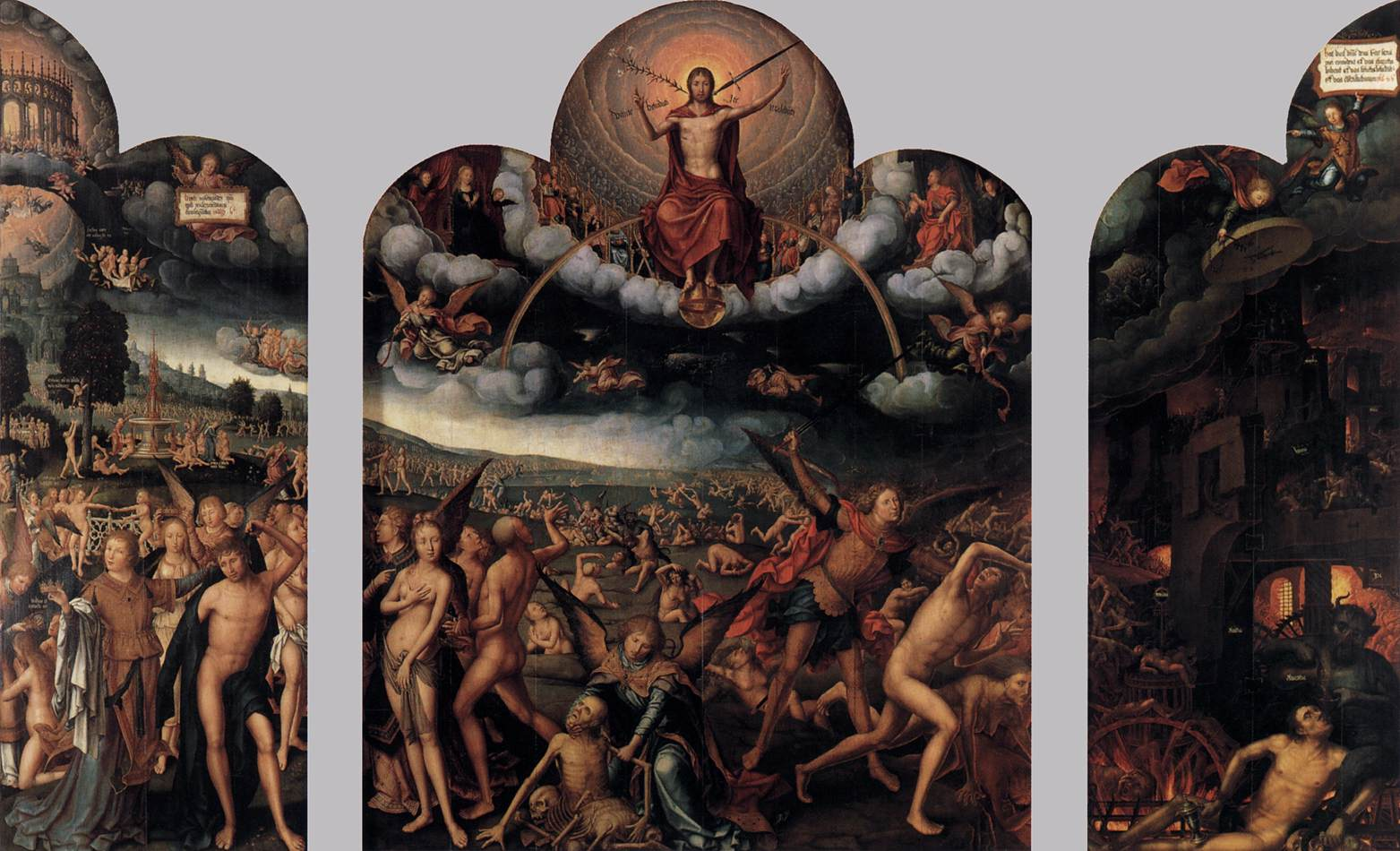
Jean Bellagambe, Le Jugement dernier, vers 1525,, Staatliche Museen, Berlin.

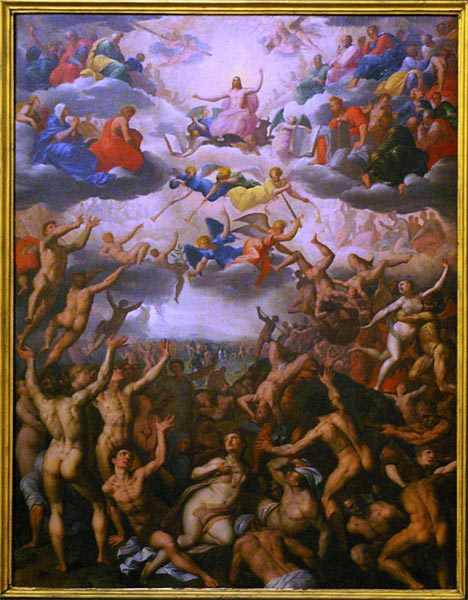
Jacob de Backer, Le Jugement dernier, vers 1580,, cathédrale Notre-Dame, Anvers.

Le quart supérieur droit est occupé par un tableau dans le tableau dans un cadre noir à double rainure dorée — plus frappée par la lumière sur la droite que sur la gauche, qui reste dans la pénombre —, et qui représente un Jugement dernier. On s'est interrogé pour savoir si ce tableau était une copie d'une œuvre existante : on a ainsi pu le rapprocher du panneau central d'un triptyque de Jean Bellegambe (vers 1525, Gemäldegalerie (Berlin), Berlin), ou encore, notamment en raison de la position des bras du Christ — que Michel Serres voit comme une inversion du fléau de la balance de la jeune femme  —, d'une composition de Jacob de Backer (vers 1580, cathédrale Notre-Dame, Anvers), que Vermeer aurait pu posséder en tant que marchand d'art. L'aspect schématique de cette représentation fait cependant plus généralement avancer l'idée qu'il s'agit d'une invention de Vermeer, sans référent identifiable.
Ce Jugement dernier est lui-même composé géométriquement, selon un schéma traditionnel. En haut est représenté le monde céleste : au milieu se tient, en majesté, nimbé d'un halo de lumière, le Christ, les mains levées, distinguant les élus des damnés, respectivement à sa droite et à sa gauche. En bas est figuré le monde terrestre, au jour du Jugement dernier : des hommes nus se dressent vers le Ciel, ou implorent à la gauche de l'œuvre (à la droite du Christ, donc), alors qu'à droite, ceux-ci semblent accablés, précipités vers le sol.

### La jeune femme

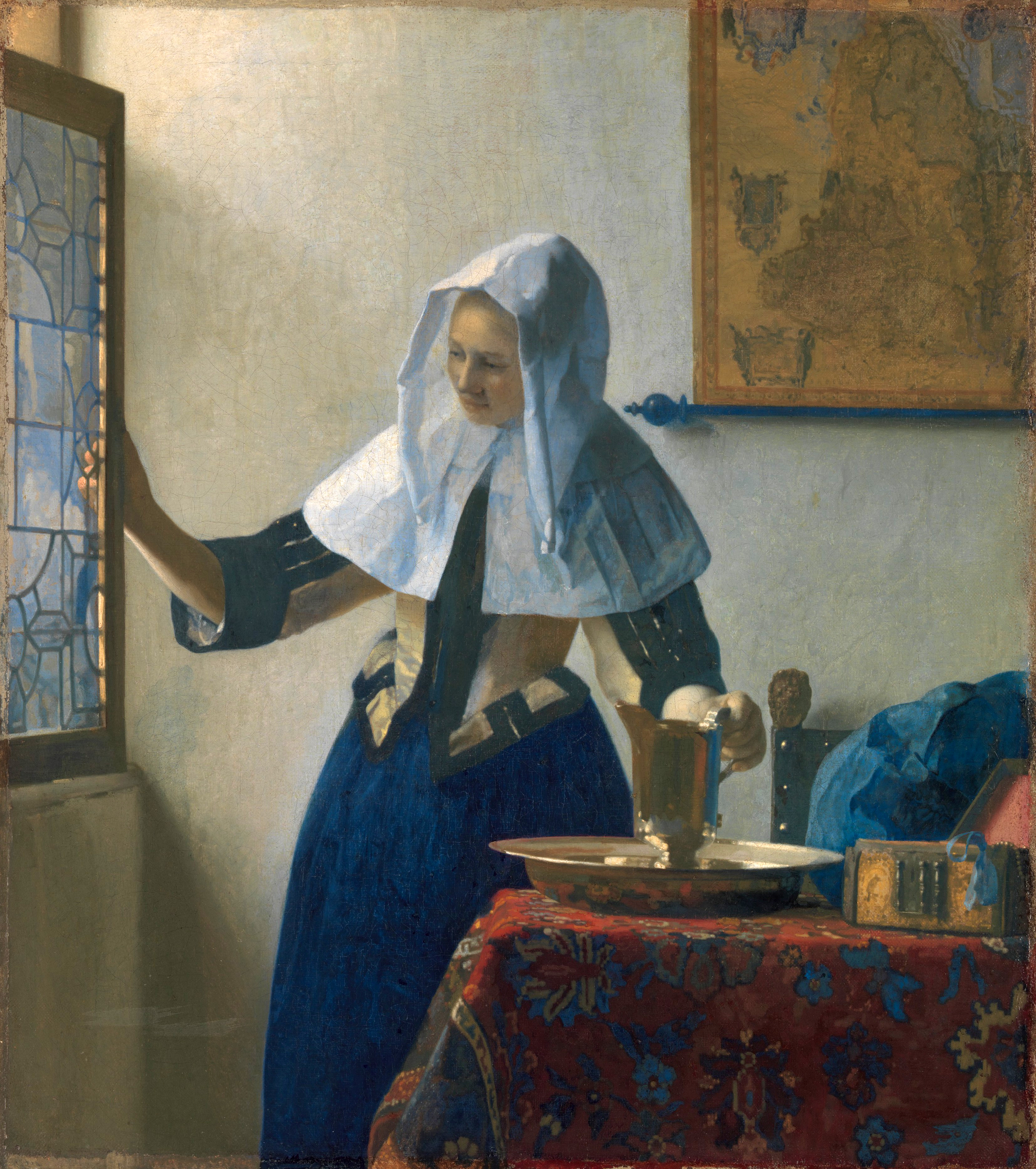
Jeune Femme à l'aiguière, vers 1662-1665,, Metropolitan Museum of Art, New York.

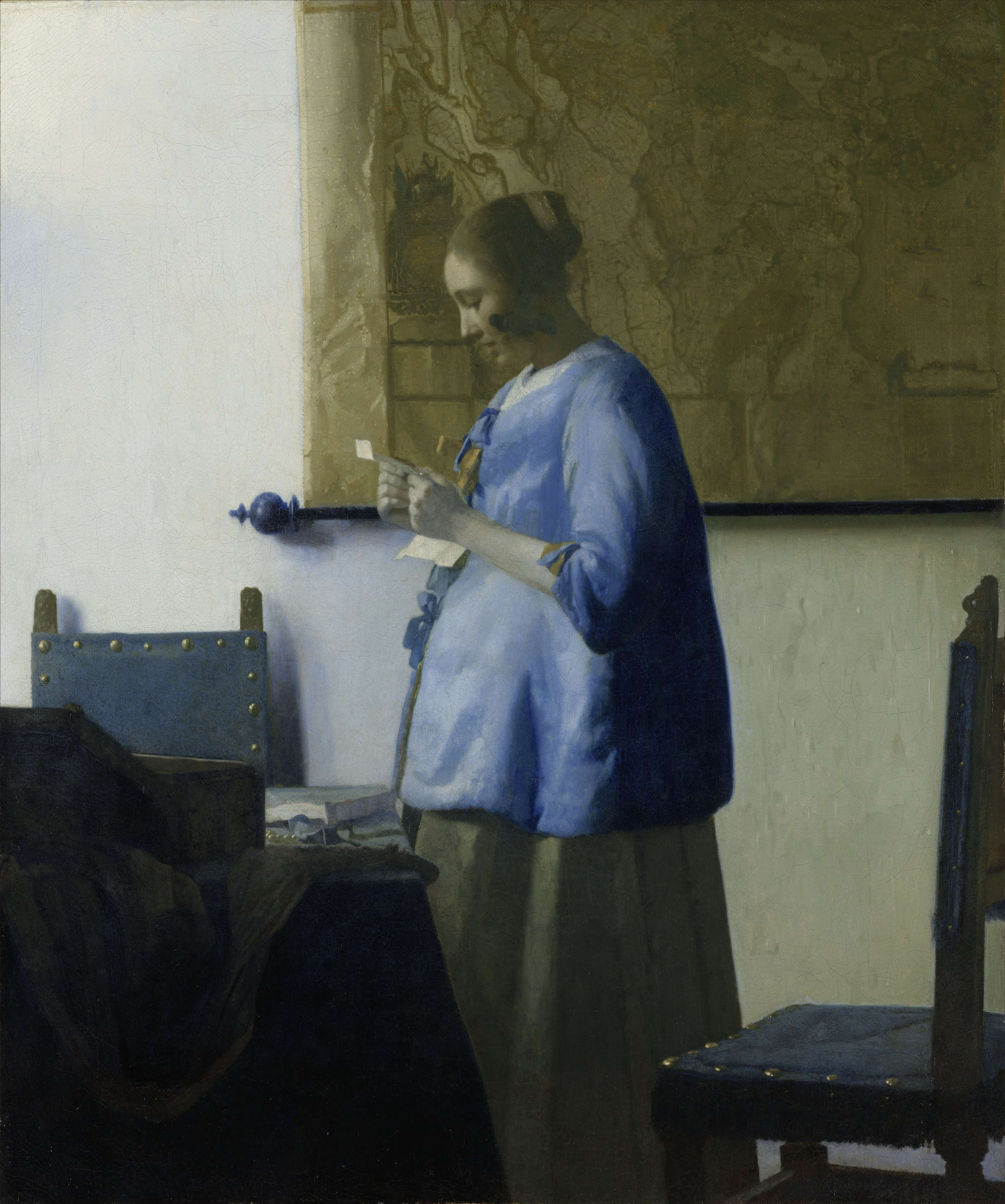
La Femme en bleu lisant une lettre, vers 1662-1665,, Rijksmuseum, Amsterdam.

La jeune femme située devant le tableau dans le tableau semble s'inscrire dans celui-ci, coupée à la poitrine par son cadre. Sa tête, légèrement penchée vers sa gauche, est au centre de ses diagonales, à l'aplomb du Christ, dans l'espace intermédiaire entre la Terre et le Ciel. De son visage, encadré dans un capuchon blanc qui lui couvre les cheveux (à la manière de celui de la Jeune Femme à l'aiguière), émanent un calme et une sérénité absolus. Tout entière à son activité de pesage, elle baisse pudiquement les yeux vers la balance qu'elle tient avec délicatesse entre les doigts. Son front est frappé par la lumière, ce qui révèle la blancheur de sa carnation, à peine rosie sur la pommette.
La jeune femme est représentée, coupée au niveau des tibias, dans un cadrage rapproché qui instaure une relation de proximité avec le spectateur. L'espace relativement restreint, par le choix d'un angle de pièce, par la profondeur très réduite qui vient rapidement buter sur le mur du fond, accentuent l'effet d'intimité, de même que le clair-obscur créé par la présence du rideau qui atténue la lumière du jour.
Elle porte une large robe de couleur jaune ocre, et une veste d'intérieur, mantelet bleu bordé de fourrure, à coupe ample, dont les manches s'arrêtent juste en dessous des coudes. Les deux bandes de fourrure d'hermine des pans de sa veste, attachées en haut, mais s'écartant légèrement vers la taille, laissent entrevoir un arc de cercle orange que la lumière éclaircit en jaune, et qui est le plus souvent interprété comme la désignation d'une femme enceinte — tout comme La Femme en bleu lisant une lettre. Marieke de Winckel et Arthur Wheelock cependant contestent ce fait, la première en arguant du fait que la maternité n'était pas un sujet retenu par les peintres néerlandais et flamands de cette époque, le second en comparant le tableau de Vermeer à ceux de ses contemporains, pour montrer que la mode vestimentaire de Delft donnait alors aux femmes une silhouette volumineuse, sans qu'elles soient enceintes pour autant.
Quant au modèle de Vermeer, son profil régulier, son front haut, son nez droit l'ont fait rapprocher de celui de La Liseuse à la fenêtre et de La Femme en bleu lisant une lettre, ce qui peut faire penser qu'elle appartenait à la maison du peintre. Certains critiques, dont Arthur Wheelock, ont avancé l'idée — cependant impossible à prouver dans la mesure où il n'existe aucun portrait identifié comme tel — qu'il s'agissait de la propre épouse de Vermeer, Catharina.

## Interprétations

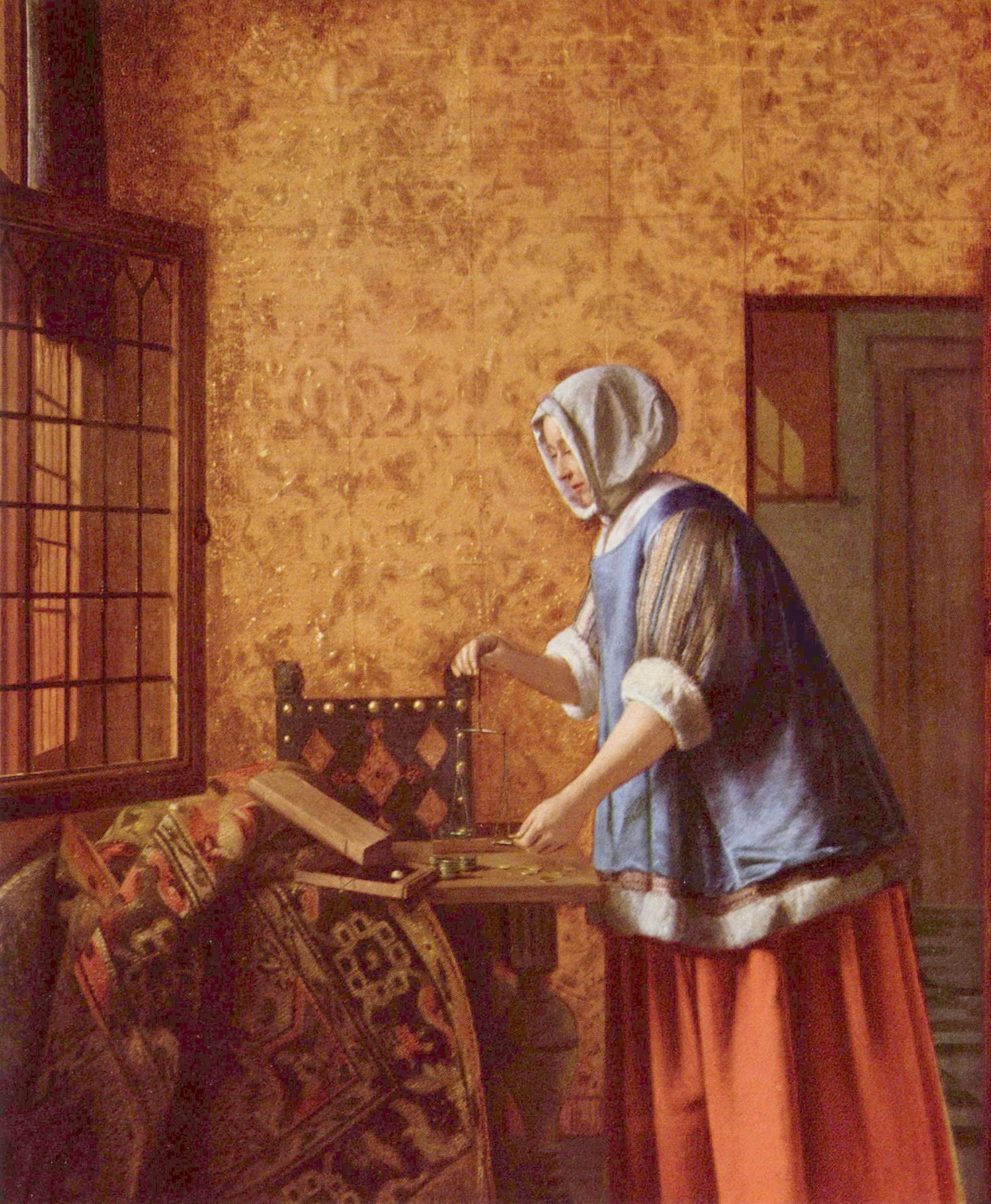
Pieter de Hooch, La Peseuse d'or (1659-1662), huile sur toile,, Gemäldegalerie, Berlin.

Si le tableau semble appartenir aux scènes de genre, la double présence des bijoux et pièces de monnaie devant la femme, et d'un tableau représentant Le Jugement dernier derrière elle, sur le mur du fond, lui confère une dimension morale et religieuse certaine, qui n'existe pas par exemple dans une œuvre très proche par le sujet, mais ne reprenant pas le motif du tableau dans le tableau, comme celle de Pieter de Hooch intitulée La Peseuse d'or (1659-1662). Cependant, sa signification allégorique exacte reste sujette à conjectures, si l'on considère les deux motifs — valeurs sacrées et matérielles — comme antithétiques, ou au contraire, comme éléments d'un réseau congruent.
Albert Blankert par exemple, développe le sentiment qu'a dès 1866 le journaliste et amateur d'art éclairé Théophile Thoré-Burger en redécouvrant l'œuvre de Vermeer, et qui considère le tableau comme une vanité, une dénonciation des plaisirs terrestres. Occupée à peser les biens matériels, attirée par la richesse et le luxe des bijoux et des pièces, la jeune femme se détourne des préoccupations religieuses, et ne fait pas attention au Jugement dernier qui la menace pourtant, juste derrière elle. Le message se rapprocherait ainsi de la mise en garde de la parabole du « trésor dans le Ciel » de l'Évangile selon Matthieu (6, 19): « Ne vous amassez pas de trésors sur la terre, où les mites et les vers font tout disparaître, où les voleurs percent les murs et dérobent. Mais amassez-vous des trésors dans le ciel, où ni les mites ni les vers ne font de ravages, où les voleurs ne percent ni ne dérobent. Car où est ton trésor, là aussi sera ton cœur. » En rapprochant par la suite le tableau d'une gravure commentée de Johannes Wierix (La Vérité triomphante, gravure, Amsterdam, Rijksmusem) représentant une femme à la balance devant un Jugement dernier, datant du début du XVIIe siècle, Albert Blankert infléchira son interprétation vers une allégorie du « Triomphe de la vérité sur les valeurs matérielles ».
Arthur Wheelock au contraire y voit une femme remplie de piété et de sentiments religieux, qui maintient l'équilibre de sa vie figuré par les plateaux parallèles. Soucieuse de se connaître elle-même comme en témoigne le miroir qui lui fait face, elle aurait, entre les biens matériels et les valeurs sacrées, opté pour une vie placée sous le signe du spirituel, dans la mesure où son regard absorbé se détourne des tentations qui reposent sur la table, et que les plateaux de sa balance sont vides. Elle redoublerait ainsi par son geste la pesée des âmes par le Christ lors du Jugement dernier, pour incarner un modèle de tempérance et de responsabilité, plaçant sa propre vie sous le signe de Dieu, sans toutefois le craindre.
Pour Nanette Salomon, l'œuvre serait une critique de la doctrine protestante de la Prédestination, selon laquelle le sort des âmes serait de toute éternité choisi par Dieu. Elle s'appuie sur le fait que le thème du Jugement dernier est rare dans la peinture protestante, et que la femme est visiblement enceinte — en rejetant comme non convaincantes les démonstrations du contraire. Elle considère les plateaux équilibrés de la balance comme une figuration, selon la tradition catholique, de la pesée de l'âme de l'enfant à venir, qui sera guidé dans le foyer par sa mère et élevé dans le respect de la foi chrétienne.
Ivan Gaskell quant à lui rapproche le tableau de « La Vérité » de l'Iconologie de Cesare Ripa (1593), représentée sous les traits d'une femme noble, un miroir dans une main et une balance dans l'autre. Avec le Jugement dernier et le perles sur la table, le tableau de Vermeer pourrait alors représenter une allégorie de la « Vérité divine de la Religion révélée ».
Sans rejeter les analyses précédentes, Michael Montias réinscrit l'œuvre dans le contexte biographique du peintre, pour en proposer une explication psychologique. Il fait en effet remarquer que les deux seuls tableaux représentant une femme enceinte sont consécutifs d'un drame personnel ayant entaché la vie du peintre et de son épouse, à savoir l'internement du frère de Catharina, Willem Bolnes, à la suite d'actes de « violence [commis] de temps à autre contre la fille de Maria, la femme de Johannes Vermeer, la maltraitant et la battant en diverses occasions avec un bâton, en dépit du fait qu'elle était enceinte au dernier degré ». L'atmosphère de rare sérénité qui émane de l'œuvre pourrait donc être une réponse artistique du peintre à la violence de son beau-frère, un refuge présentant une idylle domestique, un rêve idéalisé de paix, d'amour et de la tranquillité. Michael Montias rapproche même le bleu du mantelet de la jeune femme, « pesant les âmes non encore nées », de la couleur traditionnelle de la Vierge.
Et Daniel Arasse de conclure de ces interprétations, toutes a priori également convaincantes, et toutes précisément argumentées, le caractère ouvert de l'œuvre de Vermeer, dont le sens n'est pas explicite, ni ne peut être définitivement épuisé par l'iconographie, mais implicite, interne et réflexif, à la manière du miroir du mur de gauche ne réfléchissant que l'espace interne au tableau, sans dévoiler celui-ci au spectateur.

## Historique de l'œuvre
Le premier acquéreur du tableau, vers 1664, fut vraisemblablement Pieter Claesz van Ruijven, le plus grand amateur des œuvres du maître de son vivant, et avec qui il entretenait des liens d'étroite collaboration à Delft. Au fil des héritages, il devient la possession de l'imprimeur Jacob Abrahamsz. Dissius. À la mort de celui-ci en 1695, quarante tableaux, dont les vingt et un Vermeer autrefois acquis par van Ruijven, sont vendus aux enchères. Sur le catalogue de la vente de l'Hospice des vieillards qui se tient à Amsterdam le 16 mai 1696, la Femme à la balance figure sous le numéro 1, avec le commentaire suivant : « Een Juffrouw die goud weegt, in een kasje Van J. vander Meer Van Delft, extraordinaer konstig et kragtig geshildert » (« Une jeune femme qui pèse de l'or, dans une boîte[pas clair], par J. vander Meer de Delft, extraordinairement réussi et puissamment peint »). Les enchères atteignent la somme, très importante pour l'époque, de 155 florins, ce qui constitue la troisième meilleure vente, après La Laitière (lot no 2), adjugée à 175 florins, et la Vue de Delft (lot no 31), adjugée à deux cents florins.
Par la suite, la toile sera notamment la propriété de Maximilien Ier, roi de Bavière, jusqu'à sa mort. Une partie de sa collection, les œuvres jugées les moins intéressantes, est alors vendue aux enchères, le 5 décembre 1826: dans l'inventaire figure La Femme à la balance, attribuée à Gabriel Metsu, et accompagnée de la description suivante: « Une bonne femme se tient près d’une table avec une balance dans sa main droite. Sur la table, des perles et des boîtes à bijoux à côté d’une étoffe bleu sombre. » Le tableau est acheté, pour la somme, modique à l'époque, de 801 florins, par Louis Charles Victor de Riquet de Caraman, ambassadeur de France en Bavière, qui le ramène à Paris. Il sera cédé, réattribué à Vermeer, lors de la vente Lacoste du 10 mai 1830, à Casimir Perier, dont le fils le rachètera lors de vente Christie & Manson du 5 mai 1848 à Londres.
Acheté conjointement en 1910 par les marchands d'art Colnaghi et Knoedler pour leur galerie londonienne, il entre, le 11 janvier 1911, dans la collection P.A.B. Widener (Elkins Park, Pennsylvanie). Le fils de ce dernier le léguera à la National Gallery of Art en 1942, où il est actuellement conservé.